# Anthurium kastelskii
Anthurium kastelskii är en kallaväxtart som beskrevs av Heinrich Wilhelm Schott. Anthurium kastelskii ingår i släktet Anthurium och familjen kallaväxter. Inga underarter finns listade.